# The Living and the Dead (Fernsehserie)
The Living and the Dead ist eine britische Horror-Dramaserie von Ashley Pharoah mit Colin Morgan und Charlotte Spencer. Die sechsteilige Staffel wurde vom 28. Juni bis zum 2. August 2016 auf BBC One ausgestrahlt und in Deutschland am 7. April 2017 auf Prime Video veröffentlicht.

## Handlung
Als im Jahr 1894 Nathan Appleby nach dem Tod seiner Mutter die Farm der Familie erbt, ziehen er und seine Frau Charlotte von London aufs Land nach Shepzoy in Somerset, um die Farm wieder aufzurichten. Das Ehepaar ist wissenschafts- und fortschrittsorientiert: Nathan ist Psychologe, Charlotte Fotografin. Als sie die Farm modernisieren will, stößt Charlotte auf die Abneigung und Fortschrittsskepsis der Arbeiter, während Nathan bei der Behandlung aus seiner Sicht psychisch Kranker, die angeblich besessen sind oder Geister sehen, mit der Religion und dem Aberglauben des Landvolks zu kämpfen und umzugehen hat, selbst aber nach rationalen Erklärungen sucht. Doch bald beginnt auch er Erscheinungen einer Frau mit einem iPad („Buch aus Licht“) zu sehen und glaubt, seinen verstorbenen Sohn Gabriel zu hören. Bei den Versuchen, mit den Geistern und seinem Sohn zu kommunizieren, wird sein Verhalten immer verstörender.
In der letzten Folge wird in der Gegenwart Lara gezeigt, eine Nachfahrin Nathans, die Erscheinungen von Gabriel hat, weswegen sie in einer psychiatrischen Anstalt ist. Sie fährt nach Shepzoy, um eine Verbindung zu Nathan aufzubauen und – was mit Charlottes Hilfe scheinbar gelingt – zu verhindern, dass er sich umbringt. Dabei baut sie einen Unfall mit ihrem Auto, das in der Vergangenheit von den Applebys gefunden wird. Dreißig Jahre später wird in einer Seance Nathans Geist mit der Frage, warum er seine Frau umgebracht habe, angerufen.

## Episodenliste
| Nr. | Deutscher Titel | Originaltitel | Erstveröffentlichung UK | Deutschsprachige Erstveröffentlichung (D) | Regie           | Drehbuch                       |
| --- | --------------- | ------------- | ----------------------- | ----------------------------------------- | --------------- | ------------------------------ |
| 1 | Folge 1         | Episode 1     | 17. Juni 2016           | 7. Apr. 2017                              | Alice Troughton | Ashley Pharoah                 |
| Die Pfarrerstochter Harriet Denning ist von dem Frauenmörder Abel North besessen, der durch eine Taufe verbannt wird. |                 |               |                         |                                           |                 |                                |
| 2 | Folge 2         | Episode 2     | 17. Juni 2016           | 7. Apr. 2017                              | Alice Troughton | Ashley Pharoah                 |
| Dem Jungen Charlie erscheinen fünf Jungen, die als Arbeiter in der Appleby-Mine umgekommen waren. Als Charlie verschwindet, finden Nathan und der Pfarrer in der alten Mine die Skelette der fünf Jungen, aber auch den toten Charlie. |                 |               |                         |                                           |                 |                                |
| 3 | Folge 3         | Episode 3     | 17. Juni 2016           | 7. Apr. 2017                              | Alice Troughton | Ashley Pharoah & Simon Tyrrell |
| Der junge Peter wird von dem Geist einer Kräuterfrau, die als Hexe ertränkt wurde, angestiftet, zu versuchen seine Mutter umzubringen. Als die Ernte durch Käfer gefährdet wird, wird Peter von dem Arbeiter Jack Langtree der Sabotage bezichtigt und bedroht, sodass Nathan Jack verbannt. |                 |               |                         |                                           |                 |                                |
| 4 | Folge 4         | Episode 4     | 17. Juni 2016           | 7. Apr. 2017                              | Sam Donovan     | Ashley Pharoah & Robert Murphy |
| Bei weiterer Sabotage wird Jack Langtree verdächtigt, der angeblich nach London gegangen sein soll. Die Lehrerin Martha wird im Wald von Jack angegriffen und sorgt sich um ihre Schülerin Alice, die mit Jack durchbrennen wollte. Alice wird im Wald tot gefunden, doch als Nathan herausfindet, dass nicht Jack der Täter sein kann, muss Martha gestehen, dass sie es war, weil Alice ihre Liebe nicht erwidert hat. |                 |               |                         |                                           |                 |                                |
| 5 | Folge 5         | Episode 5     | 17. Juni 2016           | 7. Apr. 2017                              | Sam Donovan     | Peter McKenna                  |
| An Halloween, dem Jahrestag eines Massakers der Roundheads während des Englischen Bürgerkriegs, fürchten die Landbewohner, dass diese erscheinen könnten. Als sie in der Nacht die Reiter sehen, soll der Pfarrer einen Exorzismus über den Ort durchführen, den Nathan verhindert, der seinen Sohn in dem Haus glaubt, worauf die meisten der Arbeiter die Farm verlassen. |                 |               |                         |                                           |                 |                                |
| 6 | Folge 6         | Episode 6     | 17. Juni 2016           | 7. Apr. 2017                              | Sam Donovan     | Simon Tyrrell                  |
| Nathan, der sich von seiner Frau abwendet und immer manischer wird, versucht über Drogen und Tränke, seinen Sohn sehen zu können. In der Gegenwart hat Lara, Nathans Nachfahrin, Erscheinungen von Gabriel. Sie bricht aus der psychiatrischen Anstalt aus und fährt mit ihrer Tochter nach Shepzoy. Sie versucht, Kontakt mit Nathan aufzunehmen, aber weil er nicht auf sie hört, muss sie Charlotte erreichen, damit diese ihn davon abhält, sich selbst umzubringen. Lara hat dabei einen Autounfall gebaut und sieht als Geist, wie die Applebys ihr Auto ausheben. Sie kann sich von nun an als neue Mutter um Gabriel kümmern. Dreißig Jahre später trifft Nathan, als er und seine Frau eine Tochter haben, im Haus auf eine Seance-Sitzung, in der sein Geist angerufen und gefragt wird, warum er Charlotte umgebracht habe. |                 |               |                         |                                           |                 |                                |

## Besetzung und Synchronisation
Die deutschsprachige Synchronisation entstand nach einem Dialogbuch und unter der Dialogregie von Kai Taschner durch die Bavaria Film Synchron GmbH in München.
| Rolle             | Beschreibung         | Darsteller        | Synchronsprecher    |
| ----------------- | -------------------- | ----------------- | ------------------- |
| Nathan Appleby    | Psychologe           | Colin Morgan      | Julian Manuel       |
| Charlotte Appleby | Fotografin           | Charlotte Spencer | Sophie Rogall       |
| Gideon Langtree   | älterer Farmarbeiter | Malcolm Storry    | Erich Ludwig        |
| Gwen Pearce       | Hausmädchen          | Kerrie Hayes      | Stefanie Dischinger |
| Matthew Denning   | Pfarrersfamilie      | Nicholas Woodeson | Wolfgang Müller     |
| Mary Denning      | Pfarrersfamilie      | Marianne Oldham   | Tinka Kleffner      |
| Harriet Denning   | Pfarrersfamilie      | Tallulah Haddon   | Kathrin Hanak       |
| William Payne     | Farmnachbar          | Davis Oakes       | Manou Lubowski      |
| Lara              | Nathans Nachfahrin   | Chloe Pirrie      | Tatjana Pokorny     |

## Produktion und Veröffentlichung
Drehbuchautor Ashley Pharoah wurde von BBC Cymru Wales aufgetragen, eine Fernsehserie über viktorianische Geister zu kreieren. Sein Autorenpartner Matthew Graham der Serien Life on Mars und Ashes to Ashes sollte ursprünglich mit dabei sein, aber sprang für Childhood's End ab. Nachdem Alice Troughton als Regisseurin dazustieß, schlug sie Colin Morgan als Darsteller der Hauptfigur vor. Pharoah kam durch die Serie Glue auf die Schauspielerin Charlotte Spencer. Der Soundtrack zur Serie stammt von der Band The Insects.
BBC gab die Serie und die beiden Hauptdarsteller Anfang August 2015 bekannt. Am 17. Juni 2016 wurde die Serie als Boxset auf dem BBC iPlayer veröffentlicht und vom 28. Juni bis zum 2. August 2016 auf BBC One ausgestrahlt. Am 12. August verkündete BBC, dass sie nicht verlängert wird. Auf Deutsch erschien die Staffel am 7. April 2017 auf Prime Video.

## Rezeption
Kayla Cobb für Decider sieht in The Living and the Dead die zwei Richtungen, die viktorianische Historiendramen nehmen können, vereint: heiße Geschichten mit sexy und verbotenen Affären oder die gruselige Kulisse für Horrorfilme. Auch umschreibt sie die Serie als Kopie der Downton Abbey mit den Mysterien von Lorraine und Ed Warren.
Danette Chavez für AV Club sieht eine Überladung an Themen und Genres. So sei offensichtlich, dass die Macher Schwierigkeit gehabt hätten, sich auf ein Genre festzulegen, und es scheine, als seien sie mit ihren Zielen zu gierig oder verwirrt geworden. Sie lobt aber die beiden Hauptfiguren und ihre Darsteller. Nathan wandle sich vom archetypischen, eleganten viktorianischen Gentleman zum gequälten Byron'schen Helden und Charlotte könne eine geistige Nachfahrin von Jane Eyre sein.